# Kærlighedens dualisme
Kærlighedens dualisme er en dansk kortfilm fra 2008 med instruktion og manuskript af Barbara Topsøe-Rothenborg.

## Handling
Denne artikel mangler et handlingsreferat. Hjælp os med at skrive det.

## Medvirkende
- Laura Christensen - Kristina
- Thure Lindhardt - Emil
- Charlotte Munck - Freja
- Claus Riis Østergaard - Eros
- Baard Owe - Kristian